# Mega Filmes HD
Mega Filmes HD foi um portal brasileiro que distribuía filmes, documentários, séries de televisão, minisséries, telenovelas, shows, animes e desenhos animados sem o pagamento de direitos autorais ou impostos. O site ficou no ar por cinco anos e chegou a oferecer cerca de 160 mil arquivos de produtos internacionais e nacionais. Mega Filmes HD foi considerado um dos maiores sites piratas da América Latina.

## Operação Barba Negra
Na manhã de 18 de novembro de 2015, o Departamento de Polícia Federal de Sorocaba (SP) deflagrou a operação Barba Negra, que desarticulou suspeitos que faziam transmissão de programas antes mesmo das estreias oficiais.
Um casal foi preso as pressas e outras cinco pessoas foram levadas a unidades da Polícia Federal para serem ouvidas e depois foram liberadas. Foram cumpridos 14 mandados judiciais – expedidos pela 1ª Vara Federal de Sorocaba – nas cidades de Cerquilho (SP), Campinas (SP) e Ipatinga (MG). As contas bancárias dos sete suspeitos de gerenciar o site foram bloqueadas pela Justiça a pedido da Polícia Federal. Os investigados foram indiciados pela prática de crimes de constituição de organização criminosa, com pena três a oito anos e multa, além de violação de direitos autorais com pena de dois a quatro anos e multa.
Uma estimativa da polícia aponta que o site tenha recebido 60 milhões de visitas por mês no primeiro semestre de 2015, das quais 85% eram de brasileiros e 15% de países como Portugal e Japão. No Facebook, o site tinha mais de 4,5 milhões de seguidores. A renda vinha por conta da cobrança de publicidade exibida no site.

### Casal Mega Filmes
O advogado do casal que administrava o site, disse que eles admitiram que mantinham o serviço e que não sabiam que o caso era tão grave. O dono do site contou que tinha o mesmo negócio no Japão, onde morou por cerca de nove anos, e trouxe o serviço ao Brasil. "Meu cliente chegou do Japão e lá essa prática é comum. Ele não imaginava que iria ser preso", disse o advogado.
O casal foi solto poucos dias depois, respondendo em liberdade desde 28 de novembro de 2015.

### Repercussão
O anúncio do fim do Mega Filmes HD pegou muitos internautas de surpresa. No Twitter, o nome do site permaneceu durante todo o dia entre os assuntos mais comentados da rede social. Alguns internautas chegaram a criar uma campanha no Facebook para mudarem suas fotos do perfil a favor do site. Não faltaram pessoas reclamando do site sair do ar ou fazendo memes e piadas sobre o assunto.
Uma petição também foi criada a favor dos administradores do Mega Filmes HD através do Avaaz.org.